# Пархово (Поморське воєводство)
Пархово (пол. Parchowo) — село в Польщі, у гміні Пархово Битівського повіту Поморського воєводства.
Населення — 1147 осіб (2011).
У 1975-1998 роках село належало до Слупського воєводства.

## Демографія
Демографічна структура станом на 31 березня 2011 року:
|          | Загалом | Допрацездатний вік | Працездатний вік | Постпрацездатний вік |
| -------- | ------- | ------------------ | ---------------- | -------------------- |
| Чоловіки | 527     | 126                | 359              | 42                   |
| Жінки    | 620     | 136                | 395              | 89                   |
| Разом    | 1147    | 262                | 754              | 131                  |